# Villasila de Valdavia
Villasila de Valdavia – gmina w Hiszpanii, w prowincji Palencia, w Kastylii i León, o powierzchni 30,33 km². W 2011 roku gmina liczyła 73 mieszkańców.